# Catopsilia boisduvalii
Catopsilia boisduvalii är en fjärilsart som beskrevs av Felder 1862. Catopsilia boisduvalii ingår i släktet Catopsilia och familjen vitfjärilar. Inga underarter finns listade i Catalogue of Life.